# Palacio de Pardubice
El palacio de Pardubice es un palacio del Renacimiento que está muy cerca del centro histórico de la ciudad de Pardubice. La residencia tiene su origen en la época de los señores de Pernštejn y es algo entre un castillo y un palacio. Se puede decir que es el palacio más grande y mejor conservado en toda Europa central. En la actualidad el palacio es propiedad de la región de Pardubice y es la sede del museo y la galería de Bohemia del este. Desde el año 2010 el palacio y su fortificación están registrados en la lista nacional de los monumentos culturales de la República Checa. 

## Historia

### Origen
En el lugar donde ahora se encuentra el palacio había, desde el siglo trece ,un castillo hidráulico. Poco tiempo después de las guerras husitas el castillo fue reconstruido y fue construida nueva muralla con las torres y troneras que podemos ver hasta ahora.

### Pernšteins
En el año 1491 ganó las tierras de pardubice Vilém II. de Perstein, quien transformó el castillo en un palacio. Construyó una muralla grande alrededor del palacio y sus granjas. La fortificación fue contaba con un terraplén a donde se podía almacenar la artillería. El palacio estuvo muy bien protegido y cada uno de señores de Pernstein lo mejoró. El último dueño del palacio de los señores de Perstein fue Jaroslav de Pernstein. 

### Dominio del rey
En el año 1560 el rey Fernando I de Habsburgo compró el palacio y la ciudad Pardubice se convirtió al dominio del rey. Hasta el siglo diecinueve el palacio tuvo varios usos. Por ejemplo había usado como la cervecería o como el almacén que no estuve lo mejor para la decoración y el interior del palacio. 

### Historia más reciente
En la mitad del siglo diecinueve el palacio pasó a ser propiedad privada. Primero fue el propietario el instituto fiscal austriaco entre los años 1863-1881 y después el barón Richard Drasche von Wartinberg y sus herederos hasta el año 1920. Después compró el palacio la asociación del museo de Pardubice y empezó a renovarlo. En el año 1952 la asociación tuvo que entregar el palacio al Estado y, un año después, también sus colecciones. El país no cuidó nada del palacio y por eso en el año 1977 se derrumbó la parte del techo de la segunda planta del palacio. La reconstrucion total empezó en el año 1994 y ahora el palacio está en un estado perfecto y merece la pena visitarlo junto com el museo y la galería dentro del palacio. 

## Actualidad
Alrededor del palacio se encuentra el parque demasiado grande a donde la gente com frecuencia da los paseos hermosos durante el cualquier estación del año. En el patio del palacio hay varios pavos reales.
- Datos: Q60969668